# 法蔵部

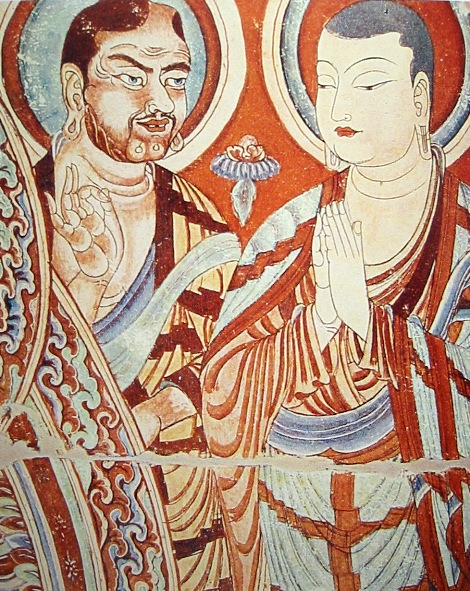
碧眼の中央アジア人の仏教僧と東アジア人の仏教僧。ベゼクリク千仏洞、9-10世紀。

法蔵部（ほうぞうぶ、梵: Dharmaguptaka, ダルマグプタカ、繁体字: 法藏部; ピン音: fǎzàng-bù）、または漢字音訳で曇無徳部（どんむとくぶ）とは、仏教の上座部の一派。成立に関しては説が分かれるが、概ね説一切有部・化地部辺りから派生したという点では、見解が一致している。法蔵部は初期の中央アジアや中国の仏教で主要な役割を演じた。
中国・日本・ベトナム・朝鮮・台湾の律研究に多大な影響を与え、律宗が依拠してもいる四分律は、この部派の律である。このように東アジアに受け継がれた法蔵部の律は、東南アジアに受け継がれた南伝仏教の律、チベット・モンゴルに受け継がれた根本説一切有部の律とともに現存する三つの律の一つである。

## 教義の発展
ガウタマ・ブッダの教説が阿羅漢のものより優れているという点でガウタマ・ブッダをサンガと区別するという理解が法蔵部の教義の特徴と考えられてきた。また、法蔵部では卒塔婆に帰依することの利点が強調される。ジャータカに見られるように、卒塔婆はしばしばブッダの菩薩としての前世の中で絵画的に表現された。その結果として法蔵部では、菩薩道(bodhisattvayāna)と声聞道(śrāvakayāna)がはっきりと区別して捉えられた。

## 法蔵部と大乗仏教
法蔵部は三蔵に加えて他の部派には見られない二つの蔵を擁し、五蔵と呼ばれる。その二つとは菩薩蔵(Bodhisattva Piṭaka)と呪蔵(Mantra PiṭakaあるいはDhāraṇī Piṭaka)である。5世紀の法蔵部の僧で四分律を漢訳した仏陀耶舎(Buddhayaśas)によれば、法蔵部は大乗三蔵を受容したという。インドのウッジャイン出身の6世紀の僧侶真諦ははっきりと法蔵部と大乗仏教を結びつけて考え、直接的に大乗仏教におそらく最も近いものとして法蔵部を表している。
法蔵部の中から大乗経典を受け入れる者が現れ始めたのがいつごろかは知られていないが、『文殊師利根本儀軌教』(Mañjuśrīmūlakalpa)には、インド北西部クシャナ朝のカニシカ王(在位:127年-151年)が般若経の教義の確立を主導したことが記されている。カニシカ王在位中に同地域のジャーランドラ僧院で開かれた会議に500人のボーディ・サットヴァが出席したとターラナータは書き記しており、それに続けて彼は当時のインド北西部で大乗仏教が制度的に何らかの強みを持っていたのだと主張している。仏教学者エドワード・コンツェはさらに進んで、クシャナ朝時代のインド北西部で『般若経』は隆盛を極めて初期大乗仏教の「要塞にして囲炉裏」となったと述べたが、般若経の起源は大乗仏教にはなくむしろ大衆部と関係があると考えた。
ジョゼフ・ワルサーによれば、『二万五千頌般若経』(Pañcaviṃśatisāhasrikā Prajñāpāramitā Sūtra)と 『十万頌般若経』(Śatasāhasrikā Prajñāpāramitā Sūtra)は法蔵部と関係があるという証拠があるが、 『八千頌般若経』(Aṣṭasāhasrikā Prajñāpāramitā Sūtra)には法蔵部と関係があるという証拠がないという。
Schoyen Collectionに収蔵されているカローシュティー文字で記されたガンダーラ語経典は法蔵部に帰されている断片で、大乗仏教の基本的な実践徳目となっている六波羅蜜多が言及されている。

## 東アジアの仏教への影響
法蔵部は、イラン・中央アジア・中国といったインド以外の地域へ仏教が広まるうえで他の部派よりも大きく貢献し、それらの地域で他の部派よりもよく広まった。そのため、中国から仏教を採用したほとんどの国でも法蔵部の律や具足戒が採用された。アンソニー・ケネディ・ウォーダーによれば、部分的で薄められた形とはいえそれら東アジアの国々では法蔵部が生き残っていると考えることができるという。

## 法蔵部の興亡

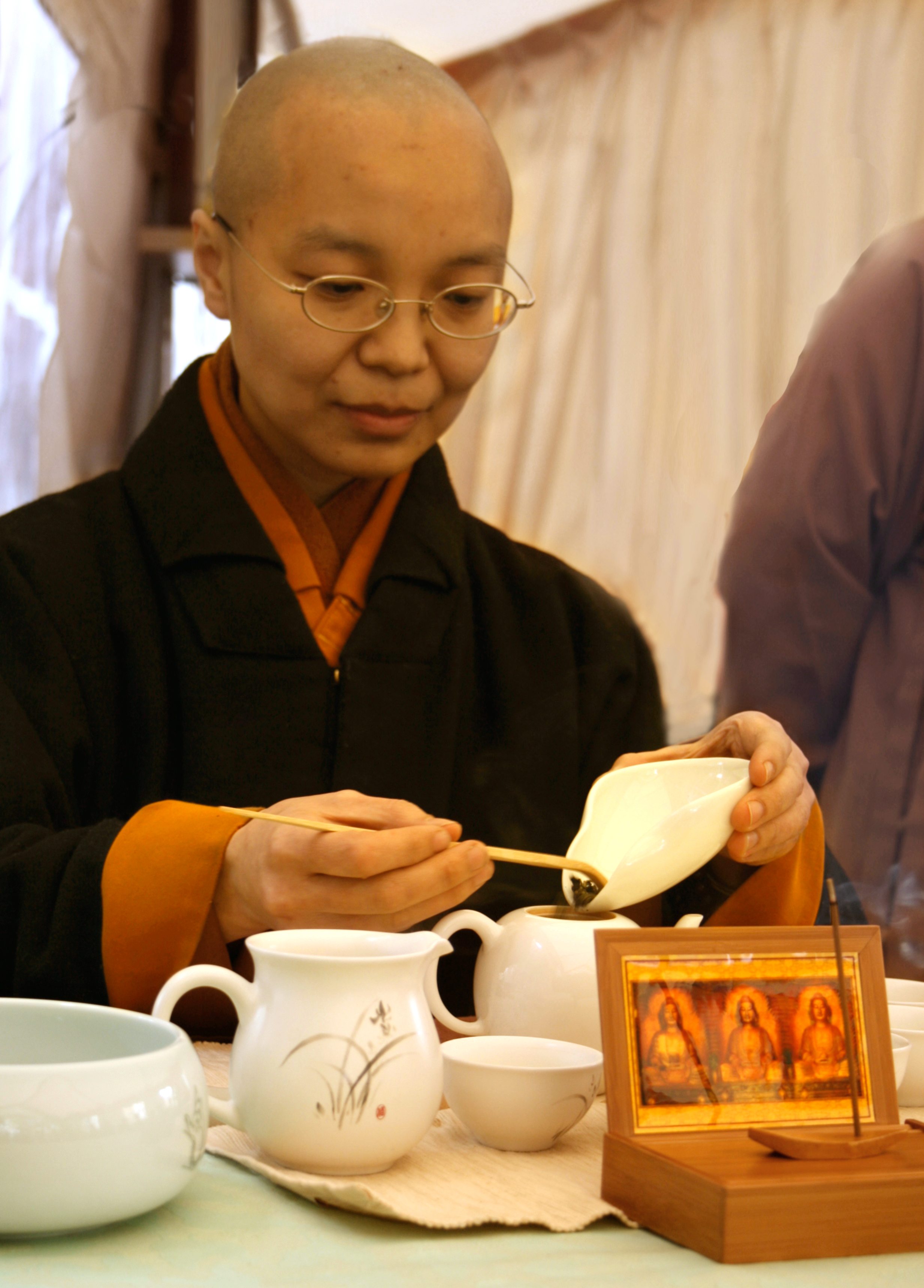
法蔵部の流れでは比丘尼にも正式な授戒がなされることが一般的である。台湾のウェーサーカ祭にて。

知られている限り最も古い仏教経典であるガンダーラ語経典は、明らかに法蔵部の学師に捧げられたものである。ガンダーラ語経典はガンダーラ語を聖なる言語として用いつつ1世紀頃の西北インドにおける法蔵部の隆盛を証するものであり、さらに中央アジア・北東アジアへの法蔵部の影響を明らかにしている。仏教学者アンソニー・ケネディ・ウォーダーによれば、法蔵部はアパラーンタで生まれたという。
法蔵部はギリシア人の仏僧によって始められたと長い間学者たちによって主張されてきた。

主な宣教師の一人にヨーナカ・ダンマラッキタがいる。彼は名前に表されているようにギリシア人の僧侶で(「ヨーナ」は「イオニア」に由来する)、「アラサンダ」(アレクサンドリア)の出身であった。彼は神通力の大家であると同時にアビダルマの専門家としてパーリ語圏仏教で大きな役割を果たした。彼はインド西部のギリシア人が占める地域へ行った。かつてプシルスキはフラウヴァルナーに倣って、ダンマラッキタ(dhammarakkhita)はダンマグッタ(dhammagutta、法蔵部)と同義であるから彼が法蔵部の創始者だと主張した。これ以降、この主張を非常にもっともらしいものとする二つの根拠が明るみに出た。一つは法蔵部に属するごく初期の写本で確かにヨーナカ・ダンマラッキタが見いだせるという肯定的な証明である。もう一つは、善見律毘婆沙(Sudassanavinayavibhāsā)において彼の名前が提出されることで「Dhammarakkhita」よりもむしろ明らかに「Dhammagutta」が提示されている。

ある研究者によれば、ガンダーラ経典によって与えられる証拠によって「法蔵部は初期の成功をガンダーラのインド・スキタイ人に負っており、説一切有部のパトロンとなったクシャーナ朝(1世紀半ば-3世紀)の興隆によって結果的に衰えたと主張される」という。
法蔵部の律は5世紀初期に仏陀耶舎によって漢訳され、その後中国の出家信徒の間で支配的な律となった。しかし玄奘は、7世紀にアジアを旅した際に法蔵部がインド・中央アジアではほぼ完全に滅びていたと記録している。法蔵部はウッディヤーナ（烏萇）国や中央アジアには存在していたが、インド本土にはもはや残っていなかったと7世紀に玄奘と義浄が記録している。

## 法蔵部の律の影響
法蔵部の律あるいは出家者の規則は今日でも台湾・中国・ベトナム・朝鮮で守られており、比丘尼への授戒の伝統は今日まで途切れることなく続いている。この伝統の中で法蔵部の律は四分律と呼ばれている。